# Палео-Фаліро
Палео-Фаліро (грец. Παλαιό Φάληρο), давньогрецька/кафаревуса Палео-Фалірон (Παλαιόν Φάληρον) — місто в Греції, в номі Афіни, передмістя Афін. Межує із іншими афінськими передмістями Каллітея, Неа-Смірні, Айос-Дімітріос та Алімос. Нині дістатись до Палео-Фаліро можна Афінським трамваєм від площі Синтагма. За 40 км від Палео-Фаліро розташований міжнародний аеропорт «Елефтеріос Венізелос».

## Населення
| Рік  | Населення | Приріст      | Густота, км² |
| ---- | --------- | ------------ | ------------ |
| 1981 | 53.273    | —            | 10.655 км²   |
| 1991 | 61.371    | 8.098/15,20% | 12.274 км²   |
| 2001 | 64.759    | 3.388/5,5%   | 12.951 км²   |

## Визначні пам'ятки
- культурний центр Палео-Фаліро
- марина Флісвос
- церква Пресвятої Богородиці
- Музей-крейсер «Георгіос Авероф»
- Village Cinemas Complex
- Кіматотрафстіс (хвильоріз)
- олімпійський майданчик тхеквондо